# Monika Povilaitytė
Monika Povilaitytė (Kelmė, 30 de agosto de 1994) es una deportista lituana que compite en voleibol, en la modalidad de playa. Ganó una medalla de bronce en los Juegos Europeos de Bakú 2015, en el torneo femenino.

## Palmarés internacional
| Juegos Europeos | Juegos Europeos   | Juegos Europeos   | Juegos Europeos   |
| Año             | Lugar             | Medalla           | Pareja            |
| --------------- | ----------------- | ----------------- | ----------------- |
| 2015            | Bakú (Azerbaiyán) | Medalla de bronce | Ieva Dumbauskaitė |